# Ветер (фильм, 1928)
«Ветер» (англ. The Wind) — американский немой фильм режиссёра Виктора Шёстрёма по одноимённому роману Дороти Скарборо; один из последних немых фильмов компании Metro-Goldwyn-Mayer. Премьера состоялась 23 ноября 1928 года.

## Сюжет
Летти переезжает с востока в Западный Техас, и ей кажется, что всегда дует ветер и всюду проникает песок. Она живёт на ранчо у своего кузена Беверли, но его жена Кора из ревности вынуждает Летти покинуть ранчо. Оставшись без крыши над головой, Летти вынуждена выйти замуж за нелюбимого мужчину, Лайджа Хайтауэра. В новом доме её постоянно сопровождают ветер и песок, в конце концов сводящие её с ума…

## В ролях
- Лиллиан Гиш — Летти
- Ларс Хансон — Лайдж Хайтауэр
- Монтегю Лав — Уит Родди
- Дороти Камминг[англ.] — Кора
- Эдвард Эрл — Беверли
- Уильям Орламонд — Сардо

## Производство
Натурные съёмки проходили в пустыне Мохаве.